# Коритник (Ивањица)
Коритник је насеље у Србији у општини Ивањица у Моравичком округу. Према попису из 2022. било је 295 становника (према попису из 1991. било је 535 становника).

## Демографија
У насељу Коритник живи 365 пунолетних становника, а просечна старост становништва износи 45,7 година (42,9 код мушкараца и 49,3 код жена). У насељу има 130 домаћинстава, а просечан број чланова по домаћинству је 3,26.
Ово насеље је великим делом насељено Србима (према попису из 2002. године), а у последња три пописа, примећен је пад у броју становника.
|  |

| Демографија | Демографија | Демографија |
| Година      | Становника  | Становника  |
| ----------- | ----------- | ----------- |
| 1948.       | 755         |             |
| 1953.       | 831         |             |
| 1961.       | 996         |             |
| 1971.       | 931         |             |
| 1981.       | 722         |             |
| 1991.       | 535         | 534         |
| 2002.       | 424         | 425         |

| Етнички састав према попису из 2002.‍ | Етнички састав према попису из 2002.‍ | Етнички састав према попису из 2002.‍ | Етнички састав према попису из 2002.‍ | Етнички састав према попису из 2002.‍ |
| ------------------------------------ | ------------------------------------ | ------------------------------------ | ------------------------------------ | ------------------------------------ |
|                                      |                                      |                                      |                                      |                                      |
| Срби                                 | Срби                                 |                                      | 421                                  | 99,29%                               |
| Црногорци                            | Црногорци                            |                                      | 1                                    | 0,23%                                |
| непознато                            | непознато                            |                                      | 2                                    | 0,47%                                |

| Година пописа     | 1948. | 1953. | 1961. | 1971. | 1981. | 1991. | 2002. |
| ----------------- | ----- | ----- | ----- | ----- | ----- | ----- | ----- |
| Број домаћинстава | 137   | 135   | 162   | 162   | 155   | 142   | 130   |

| Број чланова      | 1  | 2  | 3  | 4  | 5  | 6  | 7 | 8 | 9 | 10 и више | Просек |
| ----------------- | -- | -- | -- | -- | -- | -- | - | - | - | --------- | ------ |
| Број домаћинстава | 20 | 37 | 28 | 12 | 12 | 13 | 5 | 2 | 1 | 0         | 3,26   |

| Пол    | Укупно | Неожењен/Неудата | Ожењен/Удата | Удовац/Удовица | Разведен/Разведена | Непознато |
| ------ | ------ | ---------------- | ------------ | -------------- | ------------------ | --------- |
| Мушки  | 207    | 84               | 110          | 11             | 1                  | 1         |
| Женски | 170    | 13               | 111          | 43             | 2                  | 1         |
| УКУПНО | 377    | 97               | 221          | 54             | 3                  | 2         |

| Пол    | Укупно                    | Пољопривреда, лов и шумарство | Рибарство                            | Вађење руде и камена | Прерађивачка индустрија       |
| ------ | ------------------------- | ----------------------------- | ------------------------------------ | -------------------- | ----------------------------- |
| Мушки  | 171                       | 168                           | 0                                    | 0                    | 0                             |
| Женски | 118                       | 111                           | 0                                    | 0                    | 6                             |
| УКУПНО | 289                       | 279                           | 0                                    | 0                    | 6                             |
| Пол    | Производња и снабдевање   | Грађевинарство                | Трговина                             | Хотели и ресторани   | Саобраћај, складиштење и везе |
| Мушки  | 0                         | 0                             | 1                                    | 0                    | 0                             |
| Женски | 0                         | 0                             | 1                                    | 0                    | 0                             |
| УКУПНО | 0                         | 0                             | 2                                    | 0                    | 0                             |
| Пол    | Финансијско посредовање   | Некретнине                    | Државна управа и одбрана             | Образовање           | Здравствени и социјални рад   |
| Мушки  | 0                         | 0                             | 0                                    | 2                    | 0                             |
| Женски | 0                         | 0                             | 0                                    | 0                    | 0                             |
| УКУПНО | 0                         | 0                             | 0                                    | 2                    | 0                             |
| Пол    | Остале услужне активности | Приватна домаћинства          | Екстериторијалне организације и тела | Непознато            | Непознато                     |
| Мушки  | 0                         | 0                             | 0                                    | 0                    | 0                             |
| Женски | 0                         | 0                             | 0                                    | 0                    | 0                             |
| УКУПНО | 0                         | 0                             | 0                                    | 0                    | 0                             |